# Unione Sportiva Alessandria Calcio 2002-2003
Questa voce raccoglie le informazioni riguardanti l'Unione Sportiva Alessandria Calcio nelle competizioni ufficiali della stagione 2002-2003.

## Stagione
La stagione 2002-03 fu la più drammatica dell'intera storia dell'Unione Sportiva. Preceduta da una sontuosa campagna acquisti e da proclami trionfalistici della dirigenza, determinata a riscattare il grottesco finale dell'annata precedente, si trasformò dopo le prime positive gare di Coppa Italia nel disperato tentativo di un inesperto presidente, di allenatori intraprendenti e di calciatori praticamente all'esordio, di salvare una società e una squadra allo sfascio. I primi allarmi risuonarono nei primi giorni del mese di settembre, quando l'Alessandria aveva già giocato le prime gare di Coppa (vittorie per 4-3 e 2-1 contro Varese e Pavia, pareggio senza reti contro la Valenzana) e quando la Lega Professionisti Serie C negò il tesseramento di una decina di calciatori acquistati dall'Alessandria in estate, per mancanza di garanzie economiche. A Savona, il 4 settembre, scesero in campo le giovanili: fu il primo atto di una stagione convulsa per la società mandrogna. Intanto una squadra rimaneggiata ma guidata con intelligenza dal caparbio Dino Pagliari, seppe condurre in modo egregio il girone d'andata, concluso al sedicesimo posto con 18 punti (le quarte classificate ne avevano collezionato però 24, sintomo di un campionato molto equilibrato).
Dopo l'apertura del calciomercato invernale molti calciatori abbandonarono un'Alessandria strangolata dai debiti; la dirigenza tentò di sopperire con un gran numero di rincalzi. In disaccordo con questa politica, Pagliari lasciò la panchina ad Andreazzoli; con un punto in cinque gare e nessun gol fatto l'Alessandria si ritrovò a un passo dal baratro anche in campionato. L'arrivo di Carlo Soldo scosse i grigi che però, scavalcati nelle ultime giornate da un Meda in grande spolvero, retrocessero alla 34ª, malgrado la larga vittoria ottenuta proprio in Lombardia. La squadra cadde per la seconda volta in Serie D dopo il crollo del 1986-87; allora fu ripescata in C2, in questo caso il club mandrogno non s'iscrisse al successivo campionato, poiché fallì il 13 agosto e scomparve, per una stagione, dal panorama calcistico italiano.

## Divise e sponsor
Il fornitore ufficiale di materiale tecnico per la stagione 2002-2003 fu Lotto, mentre lo sponsor di maglia fu Cassa di Risparmio di Alessandria.
| 1ª divisa |

## Organigramma societario
Area direttiva
- Presidente: Antonio Boiardi
- Vicepresidente: Dario Pardi

Area comunicazione
- Addetto stampa: Gigi Poggio

Area tecnica
- Responsabile: Gianfranco Stoppino
- Direttore sportivo: Massimo Londrosi
- Allenatore: Dino Pagliari, dal 14 gennaio Aurelio Andreazzoli, infine dal 24 febbraio Carlo Soldo
- Allenatore in seconda: Antonio Colombo
- Preparatore atletico: Enzo Vagnini

Area sanitaria
- Medico sociale: Pietro Gatto

## Rosa
| N. |                    | Ruolo | Calciatore                   |
| -- | ------------------ | ----- | ---------------------------- |
|    | Italia (bandiera)  | P     | Enzo Biato                   |
|    | Italia (bandiera)  | P     | Giacomo Brichetto            |
|    | Italia (bandiera)  | P     | Michele Castagnone           |
|    | Italia (bandiera)  | D     | Cristian Arrieta             |
|    | Italia (bandiera)  | D     | Marco Berardo                |
|    | Camerun (bandiera) | D     | Mack Mboune Alain Elvis Bono |
|    | Italia (bandiera)  | D     | Fabio Bracco                 |
|    | Italia (bandiera)  | D     | Giorgio D'Angelo             |
|    | Italia (bandiera)  | D     | Tommaso Dei (II)             |
|    | Italia (bandiera)  | D     | Andrea Faccini               |
|    | Italia (bandiera)  | D     | Alberto Gruttadauria         |
|    | Italia (bandiera)  | D     | Antonio Minadeo              |
|    | Italia (bandiera)  | D     | Sergio Porrini (capitano)    |
|    | Italia (bandiera)  | D     | Stefano Presotto             |
|    | Italia (bandiera)  | D     | Nicolò Rossi                 |
|    | Italia (bandiera)  | D     | Silvio Vertullo              |
|    | Italia (bandiera)  | C     | Stefano Brognoli             |
|    | Italia (bandiera)  | C     | Filippo Catenacci            |

| N. |                    | Ruolo | Calciatore             |
| -- | ------------------ | ----- | ---------------------- |
|    | Francia (bandiera) | C     | Stephane Coquin        |
|    | Italia (bandiera)  | C     | Diego Daldosso         |
|    | Italia (bandiera)  | C     | Massimo Donzella       |
|    | Italia (bandiera)  | C     | Stefano Garzon         |
|    | Italia (bandiera)  | C     | Marcello Genocchio     |
|    | Italia (bandiera)  | C     | Alessandro Manni       |
|    | Italia (bandiera)  | C     | Aureliano Modesti      |
|    | Italia (bandiera)  | C     | Manuel Pascali         |
|    | Italia (bandiera)  | C     | Daniele Quadrini       |
|    | Italia (bandiera)  | C     | Manuel Saccani         |
|    | Italia (bandiera)  | C     | Alessandro Tagli       |
|    | Italia (bandiera)  | A     | Alessio Bifini         |
|    | Italia (bandiera)  | A     | Carmine Esposito       |
|    | Italia (bandiera)  | A     | Giovanni Andrea Gerini |
|    | Polonia (bandiera) | A     | Piotr Matys            |
|    | Italia (bandiera)  | A     | Salvatore Novembrino   |
|    | Italia (bandiera)  | A     | Giordano Rossi         |
|    | Italia (bandiera)  | A     | Giulio Spader          |

## Risultati

### Serie C2

#### Girone di andata
| Novara 8 settembre 2002, ore 16:00 CEST 2ª giornata | Novara            | 0 – 0 referto | Alessandria | Stadio Silvio Piola (1.515 spett.)\| Arbitro: \| Gava (Conegliano) \| |
| Arbitro:                                            | Gava (Conegliano) |               |             |                                                                       |

| Arbitro: | Ciliberto (Merano) |

|                  |           |                          |
| Spader 8’ (rig.) | Marcatori | 18’, 54’ (rig.) Andreini |

| Arbitro: | Stefanini (Prato) |

|                                             |           |                                 |
| L. Corradi 8’ Everton 66’ Albano 89’ (rig.) | Marcatori | 34’ (rig.) Quadrini 90’ Minadeo |

| Arbitro: | Nappi (Napoli) |

|                  |           |          |
| Pascali 20’, 69’ | Marcatori | 83’ Cosa |

| Arbitro: | Lena (Ciampino) |

|                 |           |  |
| P. Bernardi 37’ | Marcatori |  |

| Arbitro: | Herberg (Messina) |

|                        |           |                    |
| Spader 45’ Minadeo 64’ | Marcatori | 72’ (rig.) Colussi |

| Arbitro: | Bo (Genova) |

|             |           |            |
| G. Rossi 5’ | Marcatori | 22’ Zoboli |

| Arbitro: | Iannone (Napoli) |

|                            |           |  |
| Joelson 29’ La Cagnina 59’ | Marcatori |  |

| Arbitro: | Capozzi (Vicenza) |

|                                   |           |  |
| Quadrini 20’, 30’, 85’ Spader 42’ | Marcatori |  |

| Arbitro: | Saveri (Viterbo) |

|           |           |            |
| Bello 18’ | Marcatori | 23’ Bifini |

| Arbitro: | Barbirati (Ferrara) |

|           |           |              |
| Manni 23’ | Marcatori | 90’ Tabbiani |

| Arbitro: | Tonin (Piombino) |

|             |           |                               |
| Pascali 41’ | Marcatori | 24’ Piperissa 54’ (rig.) Pasa |

| Arbitro: | D'Aguanno (Marsala) |

|           |           |             |
| Todea 80’ | Marcatori | 82’ Pascali |

| Arbitro: | Latella (Potenza) |

|            |           |            |
| Ligori 15’ | Marcatori | 29’ Bifini |

| Arbitro: | Guerriero (Catanzaro) |

|                  |           |                    |
| Manni 87’ (rig.) | Marcatori | 32’ Comi 67’ Koffi |

| Arbitro: | Masiero (Mestre) |

|                                   |           |  |
| Noselli 32’ Nardi 48’ Zecchin 75’ | Marcatori |  |

| Arbitro: | Gandolfi (Cremona) |

|                                      |           |               |
| G. Rossi 2’ Minadeo 72’ Daldosso 90’ | Marcatori | 57’ Garavelli |

#### Girone di ritorno
| Arbitro: | De Luca (Pescara) |

|                           |           |              |
| Zironelli 3’ Baglieri 31’ | Marcatori | 46’ Quadrini |

| Alessandria 12 gennaio 2003, ore 14:30 CET 19ª giornata | Alessandria           | 0 – 0 referto | Novara | Stadio Giuseppe Moccagatta (1.341 spett.)\| Arbitro: \| Squillace (Catanzaro) \| |
| Arbitro:                                                | Squillace (Catanzaro) |               |        |                                                                                  |

| Arbitro: | Zin (Cervignano del Friuli) |

|                    |           |  |
| Bertoni 74’ (rig.) | Marcatori |  |

| Alessandria 26 gennaio 2003, ore 14:30 CET 21ª giornata | Alessandria    | 0 – 0 referto | Trento | Stadio Giuseppe Moccagatta (764 spett.)\| Arbitro: \| Orsato (Schio) \| |
| Arbitro:                                                | Orsato (Schio) |               |        |                                                                         |

| Arbitro: | Di Cintio (Bergamo) |

|                               |           |  |
| Pasca 2’ Cosa 9’ Ferrieri 73’ | Marcatori |  |

| Arbitro: | Landolfo (Frattamaggiore) |

|  |           |                           |
|  | Marcatori | 43’ Bernardi 82’ Brellier |

| Arbitro: | Guerriero (Catanzaro) |

|                            |           |  |
| Pelatti 43’ Margheriti 90’ | Marcatori |  |

| Arbitro: | Herberg (Messina) |

|                     |           |                                |
| Quadrini 72’ (rig.) | Marcatori | 50’ Nordi 66’ (rig.) Ambrosoni |

| Arbitro: | Castagneri (Torino) |

|              |           |  |
| Guarneri 90’ | Marcatori |  |

| Arbitro: | Liberti (Genova) |

|             |           |  |
| Spander 19’ | Marcatori |  |

| Arbitro: | Ongaro (Rovigo) |

|                      |           |             |
| Job 46’ Montrone 50’ | Marcatori | 12’ Pascali |

| Pordenone 6 aprile 2003, ore 16:00 CEST 29ª giornata | Pordenone             | 0 – 0 referto | Alessandria | Stadio Ottavio Bottecchia (350 spett.)\| Arbitro: \| Di Renzo (Ostia Lido) \| |
| Arbitro:                                             | Di Renzo (Ostia Lido) |               |             |                                                                               |

| Arbitro: | Barbirati (Ferrara) |

|  |           |              |
|  | Marcatori | 34’ Graziani |

| Arbitro: | Stefanini (Prato) |

|                 |           |           |
| C. Esposito 81’ | Marcatori | 71’ Fummo |

| Vercelli 27 aprile 2003, ore 16:00 CEST 32ª giornata | Pro Vercelli   | 0 – 0 referto | Alessandria | Stadio Silvio Piola (1.172 spett.)\| Arbitro: \| Orsato (Schio) \| |
| Arbitro:                                             | Orsato (Schio) |               |             |                                                                    |

| Arbitro: | D'Aguanno (Marsala) |

|  |           |                             |
|  | Marcatori | 25’ Bachlechner 35’ Bertani |

| Arbitro: | Ioseffi (Siena) |

|          |           |                                                           |
| Amato 3’ | Marcatori | 26’ Quadrini 58’, 68’ Arrieta 85’ Minadeo 90’ C. Esposito |

### Coppa Italia Serie C

#### Fase eliminatoria a gironi
| Arbitro: | Bernardoni (Modena) |

|                                                      |           |                                |
| Pascali 12’ Nordi 27’ (rig.) Spader 53’ Quadrini 77’ | Marcatori | 25’, 72’ Majella 52’ De Simone |

| Arbitro: | Liberti (Genova) |

|                      |           |                   |
| Ambrosoni 22’ (rig.) | Marcatori | 41’, 74’ Quadrini |

| 25 agosto 2002 3ª giornata |  | – Turno di riposo Alessandria |  |  |

| Alessandria 28 agosto 2002, ore 20:45 CEST | Alessandria              | 0 – 0 0–2 tav. referto | Valenzana | Stadio Giuseppe Moccagatta (1.400 spett.)\| Arbitro: \| P.S. Mazzoleni (Bergamo) \| |
| Arbitro:                                   | P.S. Mazzoleni (Bergamo) |                        |           |                                                                                     |

| Arbitro: | Marchesi (Bergamo) |

|                                      |           |  |
| Bracaloni 36’ Peluffo 64’ Barone 86’ | Marcatori |  |

## Statistiche

### Statistiche di squadra
| Competizione         | Punti | In casa | In casa | In casa | In casa | In casa | In casa | In trasferta | In trasferta | In trasferta | In trasferta | In trasferta | In trasferta | Totale | Totale | Totale | Totale | Totale | Totale | DR  |
| Competizione         | Punti | G       | V       | N       | P       | Gf      | Gs      | G            | V            | N            | P            | Gf           | Gs           | G      | V      | N      | P      | Gf     | Gs     | DR  |
| -------------------- | ----- | ------- | ------- | ------- | ------- | ------- | ------- | ------------ | ------------ | ------------ | ------------ | ------------ | ------------ | ------ | ------ | ------ | ------ | ------ | ------ | --- |
| Serie C2             | 29    | 17      | 5       | 5       | 7       | 19      | 19      | 17           | 1            | 6            | 10           | 12           | 24           | 34     | 6      | 11     | 17     | 31     | 43     | -12 |
| Coppa Italia Serie C |       | 2       | 0       | 0       | 2       | 0       | 4       | 2            | 0            | 0            | 2            | 0            | 5            | 2      | 0      | 0      | 4      | 0      | 9      | -9  |
| Totale               |       | 19      | 5       | 5       | 9       | 19      | 23      | 19           | 1            | 6            | 12           | 12           | 29           | 38     | 6      | 11     | 21     | 31     | 52     | -21 |

### Statistiche dei giocatori
| Giocatore       | Serie C2 | Serie C2 | Coppa Italia Serie C | Coppa Italia Serie C | Totale   | Totale |
| Giocatore       | Presenze | Reti     | Presenze             | Reti                 | Presenze | Reti   |
| --------------- | -------- | -------- | -------------------- | -------------------- | -------- | ------ |
| C. Arrieta      | 9        | 2        | -                    | -                    | 9        | 2      |
| M. Berardo      | 22       | 0        | -                    | -                    | 22       | 0      |
| E. Biato        | 15       | -16      | -                    | -                    | 15       | -16    |
| A. Bifini       | 11       | 2        | -                    | -                    | 11       | 2      |
| M. Bono         | 26       | 0        | -                    | -                    | 26       | 0      |
| F. Bracco       | 11       | 0        | -                    | -                    | 11       | 0      |
| Bravo           | -        | -        | -                    | -                    | -        | -      |
| G. Brichetto    | 8        | -11      | -                    | -                    | 8        | -11    |
| S. Brognoli     | 11       | 0        | -                    | -                    | 11       | 0      |
| Cacciatore      | -        | -        | 1                    | 0                    | 1        | 0      |
| Carrea          | -        | -        | 1                    | 0                    | 1        | 0      |
| M. Castagnone   | 15       | -14      | -                    | -                    | 15       | -14    |
| F. Catenacci    | 7        | 0        | -                    | -                    | 7        | 0      |
| Colloca         | -        | -        | 1                    | 0                    | 1        | 0      |
| S. Coquin       | 7        | 0        | -                    | -                    | 7        | 0      |
| G. D'Angelo     | -        | -        | 1                    | 0                    | 1        | 0      |
| A. Da Rold      | -        | -        | -                    | -                    | -        | -      |
| D. Daldosso     | 19       | 1        | -                    | -                    | 19       | 1      |
| T. Dei (II)     | 15       | 0        | -                    | -                    | 15       | 0      |
| M. Di Giorgio   | -        | -        | 1                    | -3                   | 1        | -3     |
| M. Donzella     | 6        | 0        | -                    | -                    | 6        | 0      |
| C. Esposito     | 5        | 2        | -                    | -                    | 5        | 2      |
| A. Faccini      | 6        | 0        | -                    | -                    | 6        | 0      |
| S. Garzon       | 14       | 0        | -                    | -                    | 14       | 0      |
| M. Genocchio    | 3        | 0        | 1                    | 0                    | 4        | 0      |
| G.A. Gerini     | 4        | 0        | 1                    | 0                    | 5        | 0      |
| A. Gruttadauria | 4        | 0        | -                    | -                    | 4        | 0      |
| Lena            | -        | -        | 1                    | 0                    | 1        | 0      |
| M. Lombardini   | -        | -        | -                    | -                    | -        | -      |
| A. Manni        | 11       | 2        | -                    | -                    | 11       | 2      |
| P. Matys        | 11       | 0        | -                    | -                    | 11       | 0      |
| A. Minadeo      | 29       | 4        | -                    | -                    | 29       | 4      |
| A. Modesti      | 28       | 0        | -                    | -                    | 28       | 0      |
| Monza           | -        | -        | -                    | -                    | -        | -      |
| Nervi           | -        | -        | -                    | -                    | -        | -      |
| O. Nordi        | -        | -        | -                    | -                    | -        | -      |
| S. Novembrino   | 2        | 0        | -                    | -                    | 2        | 0      |
| M. Pascali      | 30       | 5        | -                    | -                    | 30       | 5      |
| Penna           | -        | -        | 1                    | 0                    | 1        | 0      |
| S. Porrini      | 11       | 0        | -                    | -                    | 11       | 0      |
| S. Presotto     | 1        | 0        | -                    | -                    | 1        | 0      |
| T. Ramon        | -        | -        | -                    | -                    | -        | -      |
| D. Quadrini     | 30       | 7        | -                    | -                    | 30       | 7      |
| G. Rossi        | 20       | 2        | -                    | -                    | 20       | 2      |
| N. Rossi        | 16       | 0        | -                    | -                    | 16       | 0      |
| M. Saccani      | 1        | 0        | -                    | -                    | 1        | 0      |
| Salusso         | -        | -        | 1                    | 0                    | 1        | 0      |
| Sardi           | -        | -        | 1                    | 0                    | 1        | 0      |
| Scivitarro      | -        | -        | 1                    | 0                    | 1        | 0      |
| Simari          | -        | -        | 1                    | 0                    | 1        | 0      |